# 王健壯
王健壯（1952年9月17日—），生於台灣高雄市左營區，著名記者、作家、新聞編輯、政治評論者，擅長新聞評論寫作。曾任《新新聞》社長，《中國時報》記者、【人間副刊】主編、採訪主任、總編輯、社長，風傳媒發行人，《上報》董事長。

## 生平
王健壯生於高雄左營眷村，國立台灣大學歷史學系畢業，曾留學美國維吉尼亞大學。
1977年，王健壯參與《仙人掌》月刊的創辦，任主編。在當年4月份，王健壯邀請王拓、銀正雄與朱西甯分別發表文章，討論台灣鄉土文學的走向，引發鄉土文學論戰。王健壯得余紀忠賞識，進入《中國時報》，任〈人間副刊〉主編；後轉為記者，一路升任為《時報週刊》主編。
1987年，王健壯離開《時報週刊》，與南方朔（王杏慶）、司馬文武（江春男）、周天瑞等人共同創辦《新新聞》。在《新新聞》期間，因嘿嘿嘿案與時任總編輯的楊照同遭中華民國副總統呂秀蓮提出告訴。
2006年，王健壯任《中國時報》總編輯。
2008年，《中國時報》進行大規模裁員，王健壯先升任副社長，隨後出任社長。2008年12月，王健壯請辭離開《中國時報》。
2012年，王健壯任世新大學客座教授。
2012年11月，因《中國時報》老闆蔡衍明不滿王健壯專欄〈凱撒的面具〉評論，王健壯主動結束該專欄。
2016年7月15日，《上報》正式上線，首任董事長為王健壯。
2017年2月22日，王健壯在《上報》表示，中華民國總統蔡英文在不知不覺間很可能讓台灣走向反民主的歧路、也讓國家治理離「依憲治國」愈來愈遠；舊證據是不當黨產處理委員會的違憲作為等等，新證據則是2016年7月蔡英文指示法務部調查局研擬制定的《國家保防工作法》，後者會讓民眾有「威權復辟」與「人事室第二辦公室（人二室）復活」的疑慮：依該法草案，調查局將擴編600位左右的「保防員」進駐中央到地方政府各機關，這是人二室裁撤後調查局勢力再次重返政府機關，「《保防法》的保防員權力，就像《不當黨產條例》的黨產會一樣，都違反正當法律程序原則與法官保留原則，都是違憲的權力」。2017年2月26日，行政院發言人徐國勇回應，《保防法》草案仍由法務部擬定中、迄今尚未報行政院會議核定，行政院更不可能恢復人二室。但2017年3月9日《蘋果日報》獨家取得《國家保防工作法》草案完整內容，草案不僅授權保防員進駐各單位，「人二室復活」；更直接明訂，只要經機關首長書面同意，保防員就可查訪可疑對象，並可向各機關、團體、個人調閱文件或資料；更賦予保防員「臨檢權」，緊急時可查扣相關人與物。
2023年6月6日，王健壯遭房慧真爆料指王曾飯桌上涉嫌性騷擾，對此王健壯僅四字回應：「不予置評」。

## 經歷
- 《仙人掌雜誌》主編
- 《中國時報》「人間副刊」主編、政治記者、專欄主任、採訪主任
- 《時報雜誌》社長兼總編輯
- 《時報新聞周刊》總編輯
- 《新新聞》總編輯、社長
- 《中國時報》總編輯、社長
- 博理基金會執行長
- 《上報》董事長

## 著作
- 《看花猶是去年人》，時周文化，2011年1月。
- 《凱撒不愛我》，印刻出版，2011年2月。
- 《我不愛凱撒》，印刻出版，2011年2月。
- 《我叫他，爺爺》，九歌出版社，2011年12月。
- 《決定台灣的29堂課》，余紀忠文教基金會，2014年2月。